# São Pio V na Villa Carpegna (diaconia)
São Pio V na Villa Carpegna (em latim, S. Pii V ad locum vulgo “Villa Carpegna”) é uma diaconia instituída em 5 de março de 1973, pelo Papa Paulo VI.  A igreja titular deste título é San Pio V, no quartiere Aurelio.

## Titulares protetores
- Paul-Pierre Philippe, O.P. (1973-1983); título pro illa vice (1983-1984)
- Luigi Dadaglio (1985-1990)
- José Tomás Sánchez (1991-2002); título pro hac vice (2002-2012)
- James Michael Harvey (2012-2024 ); título pro hac vice (2024-)